# 크산티현
크산티현(그리스어: Ξάνθη)은 동마케도니아 트라키주에 속하는 그리스의 현이다. 현 소재지는 크산티이다. 크산티현은 서트라키아에서 가장 인구가 적고 면적도 좁은 곳이다.
크산티현은 북쪽에 로도피산맥을 따라 불가리아와 접하고 있으며, 남쪽에는 에게해를 끼고 있다. 서쪽에는 카발라현이, 북서쪽에는 드라마현이, 동쪽에는 로도피현이 있다. 동쪽에는 쿨라산이 있고, 북동쪽에는 파핑요산이 있다.
크산티현의 특별한 관광지로는 크산티 구 시가지에 있는 동로마 제국 시대의 성채와 콤니나에 있는 기원전 2세기경 마케도니아 왕국의 지하 묘지가 있다. 19세기에 지역 담배 산업과 교역이 급속히 발전하였다. 지금도 옛 모습을 간직한 구시가의 장원이 크산티 담배 상인들의 번영을 보여주고 있다.

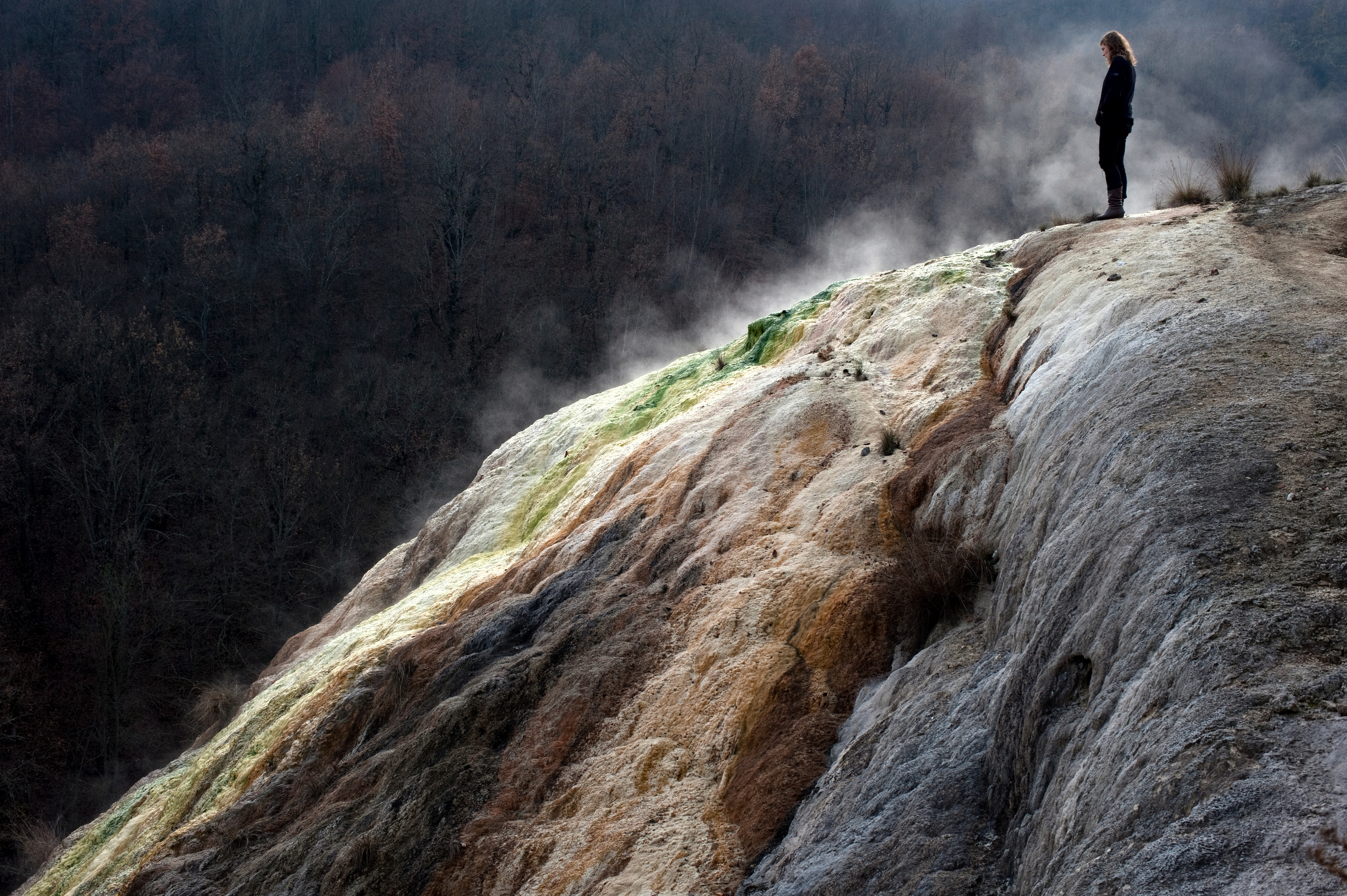
크산티현의 온천 지대